# Moderamen
Het moderamen (meervoud: moderamina) is in de protestantse kerk de leiding van een kerkelijke bestuursraad op lokaal, regionaal of landelijk niveau. Het woord moderamen komt uit het Latijn en betekent stuur of roer, en – daarvan afgeleid – leiding of bestuur.
De kerkelijke bestuursraden worden 'kerkelijke vergaderingen' genoemd. Er zijn kerkelijke vergaderingen op lokaal niveau (de kerkenraad), op regionaal niveau (classis en daarboven particuliere of provinciale synodes) en op landelijk niveau (synode). Deze vergaderingen worden geleid door het moderamen, waarin een preses (voorzitter) en een scriba (secretaris) en eventueel een assessor (bijzitter of helper) zitting hebben. Dit was reeds geregeld door de Synode van Emden in 1571.
Een moderamen bestaat gewoonlijk uit drie tot vier personen, waaronder een predikant, een ouderling, een diaken en eventueel een ouderling-kerkrentmeester.
Het moderamen heeft tot taak het voorbereiden, samenroepen en leiden van de kerkelijke vergadering, de uitvoering van de besluiten van die vergadering waarvoor geen anderen aangewezen zijn, en voorts het afdoen van zaken van formele en administratieve aard en van zaken die geen uitstel gedogen. Een moderamen treedt dus op als een soort dagelijks bestuur.
Tussen een moderamen en de plenaire vergadering staat soms nog een breed moderamen. Dit is samengesteld uit het moderamen en een aantal vertegenwoordigers van de gehele kerkenraad, respectievelijk classis of synode. Door uitgebreide voorbereiding in het breed moderamen en delegering van bepaalde praktische besluiten aan het breed moderamen, zijn er minder plenaire vergaderingen nodig.